# Noreikiškės

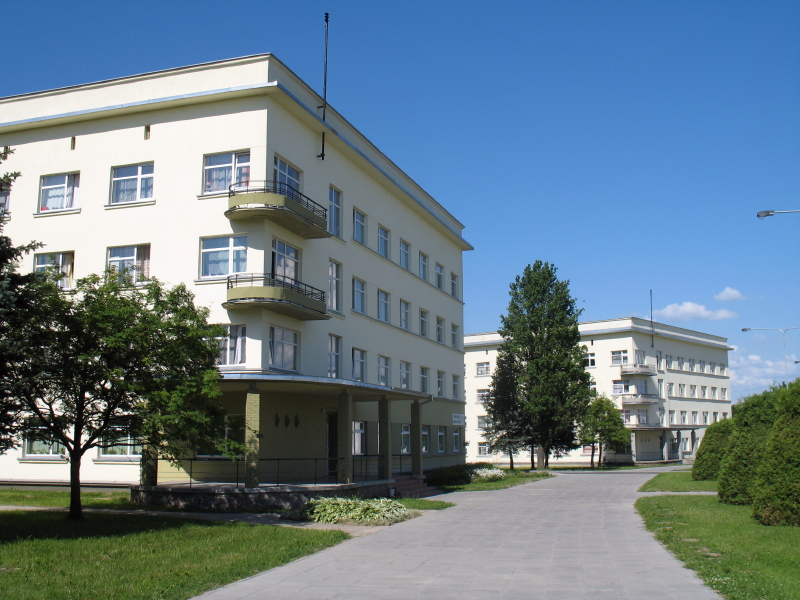
Landwirtschaftliche Universität Litauens

Noreikiškės ist eine Siedlung in der Rajongemeinde-Kaunas-Land in Litauen und das Zentrum des Gemeindeteils Ringaudai (Ringaudų seniūnija). Sie liegt am westlichen Stadtrand. In Noreikiškės leben 926 Einwohner (2011), im 2001 war da 383 Einwohner. Im September 2007 fand hier die Weltmeisterschaft der Landwirte statt. In der so genannten „Obelynė“ („Apfelbaumhain“) befindet sich der Park Obelynė sowie das Haus des Naturwissenschaftlers und Professors für Biologie (insbesondere Ornithologie) Tadas Ivanauskas (1882–1970). Hier hat die Aleksandras-Stulginskis-Universität ihren Sitz, die 1924 als Landwirtschaftliche Akademie in Dotnuva gegründet wurde.